# Patron François Hervis
Le Patron François Hervis est un ancien bateau de la Société nationale de sauvetage en mer (SNSM). Ce canot tous temps avec une coque en bois moulé est insubmersible et autoredressable. Il peut ainsi sortir dans n'importe quelle condition de vent et de mer. Les canots tous temps sont reconnaissables à leur coque de couleur verte (couleur héritée de la SCSN) et à leur immatriculation « SNS 0nn ».
Il a le label BIP (Bateau d'intérêt patrimonial) de la Fondation du patrimoine maritime et fluvial depuis 2011.

## Histoire
Il a été baptisé du nom de François Hervis qui fut patron du canot sénan Vice-Amiral Touchard.
Le canot de sauvetage s'illustra dans la nuit du 12 au 13 janvier 1978 en portant assistance aux 217 hommes de l'escorteur d'escadre Duperré. Celui-ci, à la suite d'une erreur de navigation, s'était échoué sur la Plate en franchissant le raz de Sein. 
Le patron du canot, Édouard Guilcher, sera fait Chevalier de la Légion d'Honneur. Il sera reçu à l'Élysée avec tous ses canotiers qui, pour trois d'entre eux seront faits Chevaliers du mérite maritime. Ce fut la fin de la glorieuse carrière à Sein de ce canot car, gravement endommagé lors de cette mission il sera peu après remplacé par le Ville de Paris (SNS 060).

## Service
Il sera en service à la station SNSM de l'Île de Sein de 1961 à 1978.
Après réparation il rejoint la station SNSM de Trévignon pour quelques années. Il est racheté par M. Sabatier de Paris qui le fait restaurer. Il hiberne quelques années au Port-Rhu à Douarnenez.
En 2009, son propriétaire en fait don à l'Association du père Jaouen Les Amis du Jeudi-Dimanche qui l'utilise comme bateau de liaison pour les activités de l'association à l'Aber Wrac'h.
En 2017, le bateau est racheté par un industriel brestois. Le bateau est en cours de restauration au chantier Yvin de Roscoff.